# Truman (Minnesota)
Truman és una població dels Estats Units a l'estat de Minnesota. Segons el cens del 2000 tenia 1.259 habitants.

## Demografia
Segons el cens del 2000, Truman tenia 1.259 habitants, 510 habitatges, i 318 famílies. La densitat de població era de 446 habitants per km².
Dels 510 habitatges en un 26,3% hi vivien nens de menys de 18 anys, en un 52,5% hi vivien parelles casades, en un 7,6% dones solteres, i en un 37,6% no eren unitats familiars. En el 33,3% dels habitatges hi vivien persones soles el 20% de les quals corresponia a persones de 65 anys o més que vivien soles. El nombre mitjà de persones vivint en cada habitatge era de 2,25 i el nombre mitjà de persones que vivien en cada família era de 2,9.
Per edats la població es repartia de la següent manera: un 22,9% tenia menys de 18 anys, un 5,2% entre 18 i 24, un 22,8% entre 25 i 44, un 21,1% de 45 a 60 i un 28% 65 anys o més.
L'edat mediana era de 44 anys. Per cada 100 dones de 18 o més anys hi havia 75,6 homes.
La renda mediana per habitatge era de 35.000 $ i la renda mediana per família de 46.750 $. Els homes tenien una renda mediana de 31.292 $ mentre que les dones 20.850 $. La renda per capita de la població era de 18.305 $. Entorn del 5,6% de les famílies i el 9,2% de la població estaven per davall del llindar de pobresa.

## Poblacions més properes
El següent diagrama mostra les poblacions més properes.